# ألفرد دوف
ألفرد دوف (بالألمانية: Alfred Dove)‏ (و. 1844 – 1916 م) هو مؤرخ، وأستاذ جامعي، وكاتب مقالات ألماني، ولد في برلين، كان عضوًا في أكاديمية هايدلبرغ للعلوم والعلوم الإنسانية (منذ 1909)، والأكاديمية البافارية للعلوم والعلوم الإنسانية، توفي في فرايبورغ، عن عمر يناهز 72 عاماً.